# Digitális szubtrakciós angiográfia
A digitális szubtrakciós angiográfia (DSA, Digital Subtraction Angiography) egy orvosi eljárás, melynek során kontrasztanyag és röntgensugár alkalmazásával érfestést végeznek a páciensen. Különösen jól használható intervenciós radiológiai beavatkozásoknál a vérerek vizualizációjához. A diagnosztikus katéteres angiographia egy erre felszerelt laboratóriumban könnyen terápiává konvertálható speciálisan képzett személyzet segítségével.

## Technika

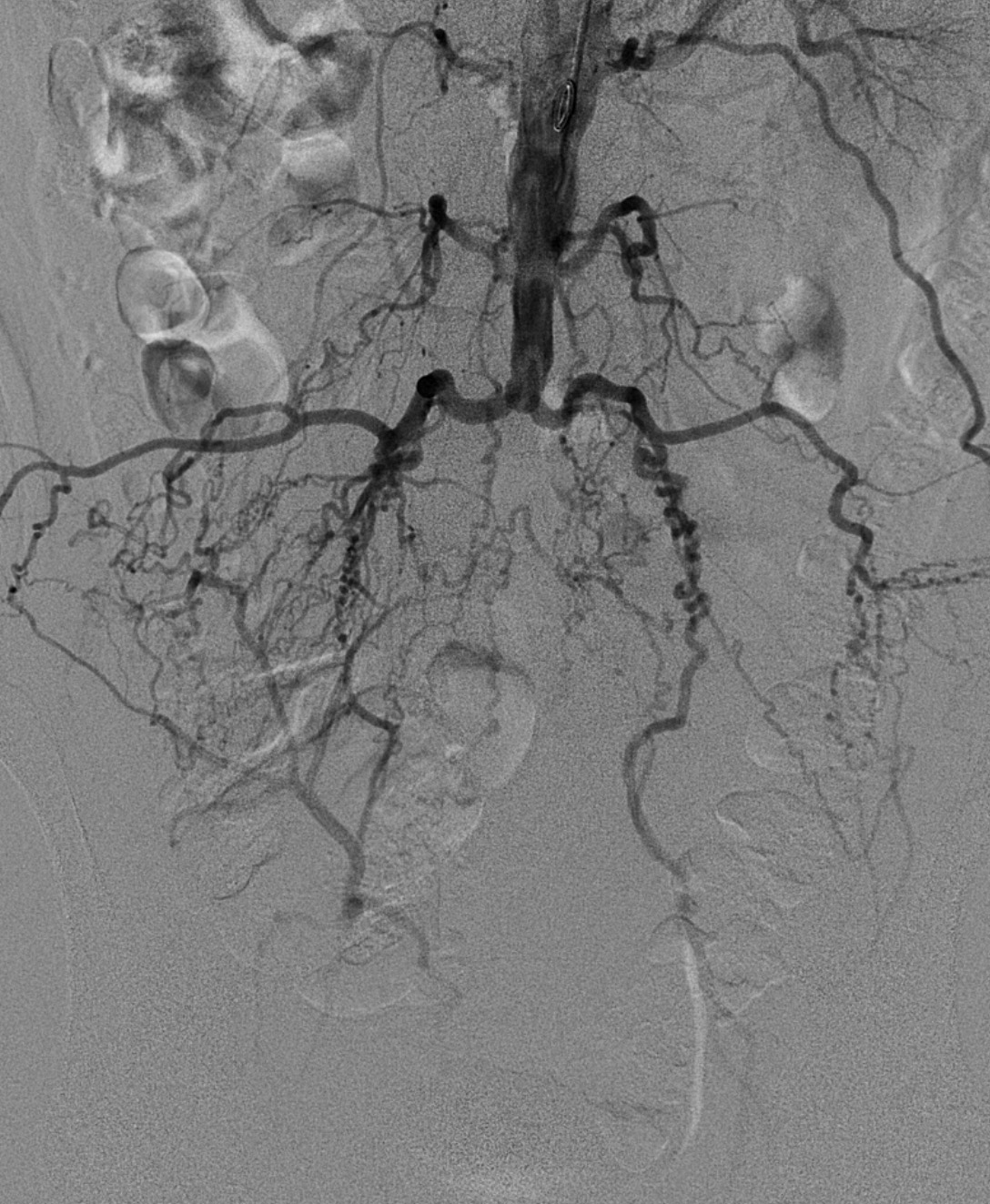
Aortoiliacalis okkluzív érbetegség DSA képe

Az eljárás kivitelezése során leggyakrabban percutan artériás szúrási pontot alkalmaznak, amin keresztül először vezetődrótot, majd katétert juttatnak a festeni kívánt érbe (ún. Seldinger-technika). Az esetek nagy részében az a. radialist, az a. brachialist és az a. femoralis communist választják elsődleges szúrási helyként. Ha szükséges, a beavatkozást végző orvos dönthet úgy, hogy ultrahang alkalmazásával könnyíti a szúrás helyének pontos megválasztását. A számítógép képes egy ún. „maszk” képet (általában ez a kontrasztanyag nélküli kép) digitálisan kivonni a többi képből, így segítve a kérdéses ér/érszakasz minél specifikusabb ábrázolását. A digitális technika tehát lehetővé teszi a vizsgálat szempontjából gyakorlatilag érdektelen struktúrák eltávolítását a képről. Mivel a kontrasztanyag beadásának dinamikája időben jól szabályozható, így azon a területen, ahol a kontrasztanyag végigfolyik, a röntgensugárzás jelentősen nagyobb elnyelődést mutat. Az eljárás minden elemét szigorú asepticus feltételek mellett kell kivitelezni, beleértve az operatőr és az asszisztencia beöltözését, a technikát és az előkészítést.

## Alkalmazási területek és lehetséges kontraindikációk
Számos felhasználási területe van, és ezek száma folyamatosan növekszik, mióta az intervenciós radiológia egyre többször helyettesíti a nyílt érrendszeri eljárásokat. Jellemző módon az endovascularis aneurysmák ellátása, artériás ballonos angioplastica, artériás stent behelyezése, thrombectomia és endovascularis embolisatio során használják. Alkalmazásának kontraindikációját jelentheti a veseelégtelenség, illetve a fokozott érzékenység a jódozott kontrasztanyagokra (túlérzékenységi reakció, akár anafilaxiás sokk veszélye). Ilyen esetekben néhány centrumban szén-dioxidot alkalmaznak kontrasztanyagként.